# Stefano Zanini
Stefano Zanini (* 23. Januar 1969 in Varese) ist ein ehemaliger italienischer Radrennfahrer und späterer Sportlicher Leiter.
Zanini wurde 1991 Profi beim italienischen Radsportteam Italbonfica-Navigare, bei dem er vier Jahre blieb. Ihm gelang im Folgejahr beim Eintagesrennen Coppa Sabatini sein erster bedeutender Profisieg. Während seiner Karriere gewann er zahlreiche Rennen, darunter zwei Etappen beim Giro d’Italia 1994 und 2001, die prestigeträchtige Schlussetappe der Tour de France 2000 und die Klassiker Amstel Gold Race 1996 und Paris-Brüssel 1998. Außerdem wurde er Dritter bei Milano-Sanremo 1995 und Zweiter der Flandernrundfahrt 1998.
Er beendete 2007 seine Karriere als Aktiver bei Predictor-Lotto, wo er 2008 ein Jahr als Sportlicher Leiter tätig war. Auch in den nächsten Jahren war er in dieser Funktion bei verschiedenen Mannschaften tätig.
Im Jahr 2013 veröffentlichte der Französische Senat einen Untersuchungsbericht, wonach Zanini zwar nicht zu den 18 Fahrern gehörte, die bei mithilfe neuer Untersuchungsmethoden nachgetesteten Urinproben bei der Tour de France 1998 positiv auf das Dopingmittel EPO waren, jedoch wurde sein Name auf einer Liste weiterer zwölf Fahrer mit verdächtigen Werten aufgeführt.

## Erfolge
| 1992 - eine Etappe Apulien-Rundfahrt - Coppa Sabatini - eine Etappe Portugal-Rundfahrt 1994 - Giro dell’Etna - eine Etappe Tirreno–Adriatico - eine Etappe Giro d’Italia 1995 - Coppa Bernocchi - eine Etappe Tirreno–Adriatico - Milano-Torino 1996 - eine Etappe Katalanische Woche - eine Etappe Baskenland-Rundfahrt - Amstel Gold Race 1997 - GP Beghelli - zwei Etappen Baskenland-Rundfahrt 1998 - eine Etappe Drei Tage von De Panne - Paris-Brüssel | 1999 - eine Etappe Valencia-Rundfahrt 2000 - eine Etappe Baskenland-Rundfahrt - eine Etappe Tour de Suisse - eine Etappe Tour de France 2001 - zwei Etappen Giro della Liguria - eine Etappe Baskenland-Rundfahrt - eine Etappe Slowenien-Rundfahrt - eine Etappe Giro d’Italia 2002 - eine Etappe Drei Tage von De Panne 2003 - Wachovia USPRO Championship 2004 - eine Etappe Tour of Britain 2005 - Intergirowertung Giro d’Italia |